# Zuggattung

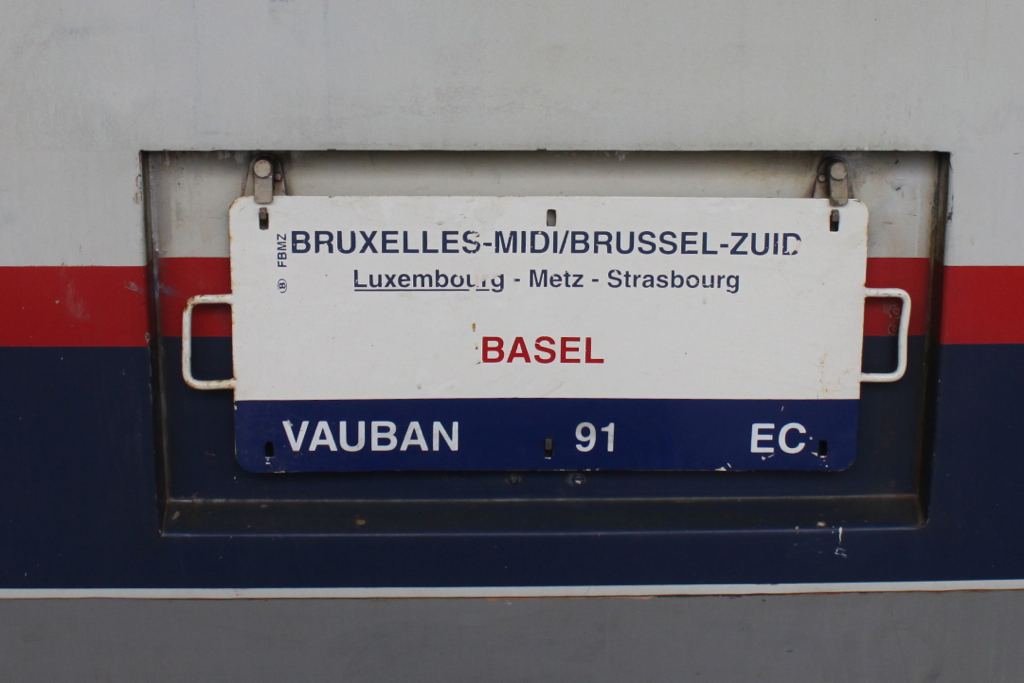
Die Zuggattung ermöglicht zusammen mit der Zugnummer die genaue Bestimmung jeden Zuges. Zuglaufschild des Eurocity EC 91.

Zuggattungen, in der Schweiz Zug(s)kategorien oder Zugsgattungen genannt, sind Kategorien unterschiedlicher Eisenbahnzüge. Die Einteilung der Züge erfolgt mit Rücksicht auf ihre Benutzung, nach ihrer Bedeutung für den Verkehr und auf Grund ihrer fahrdienstlichen Behandlung. Jeder Zug wird durch die Zuggattung und eine Zugnummer bezeichnet. Die Zuggattung kann dabei im Verlauf einer Zugfahrt auch wechseln.
Die Bezeichnungen für die Zuggattungen variieren; so gibt es neben den umgangssprachlichen Bezeichnungen auch fachsprachliche Benennungen, und zwar verkehrswissenschaftliche Begriffe, aus der Zeit der Staatsbahnen über Vorschriften entstandene Bezeichnungen sowie Markennamen der Eisenbahnverkehrsunternehmen.

## Geschichte

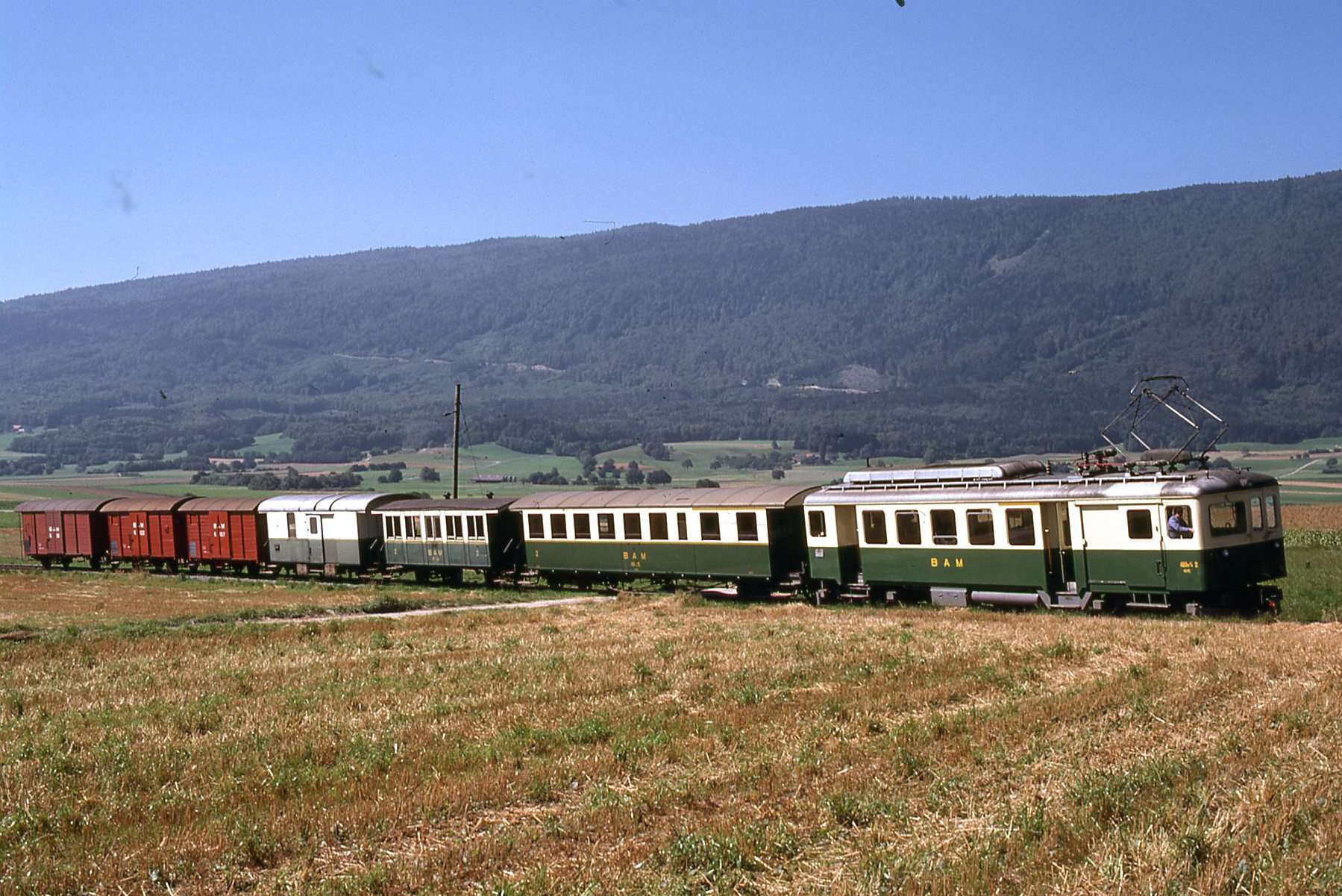
Personenzug mit Güterbeförderung in der Westschweiz zwischen Bière und Morges in den 1970er-/1980er-Jahren

Die Eisenbahn in Deutschland begann auf der Strecke Nürnberg – Fürth mit einem Zug, der Personen und als erstes Ladegut zwei Fässer Lederer-Bräu auf dem Tender beförderte. Bis zur Einstellung des Stückgutverkehrs bei der Deutschen Bahn blieben die Personenzüge zugleich Züge mit Stückgutbeförderung. Sehr schnell entwickelte sich jedoch nach der Errichtung der ersten Fernstrecken der Eisenbahn die Beförderung größerer Gütermengen in eigenen Wagen, den Güterwagen. Zu den ersten Gütern gehörten Baustoffe für die Eisenbahn und Betriebsstoffe für die Eisenbahn selbst. Die aufkommende Industrie benötigte Kohle als Energieträger. Für die Güterbeförderung wurden eigene Züge eingesetzt. Damit kam es zur ersten Unterscheidung in Personen- und Güterzüge. Züge für die Eisenbahn selbst erhielten die Bezeichnung Dienstzug.
Insbesondere auf den untergeordneten Strecken beförderten die Personenzüge (meistens am Zugende, dem „Schluss“) einzelne Güterwagen, die auf Unterwegsbahnhöfen abgehängt und aufgenommen wurden. So entstand die Zuggattung Personenzug mit Güterbeförderung, abgekürzt „PmG“. In Einzelfällen nahmen aber auch Güterzüge einen Personenwagen mit. Diese Züge wurden der Gattung Güterzug mit Personenbeförderung (abgekürzt GmP) zugeordnet. Letzter bekannter Zug dieser Gattung war der tägliche Verkehr auf der Werne–Bockum-Höveler Eisenbahn.

## Zweck

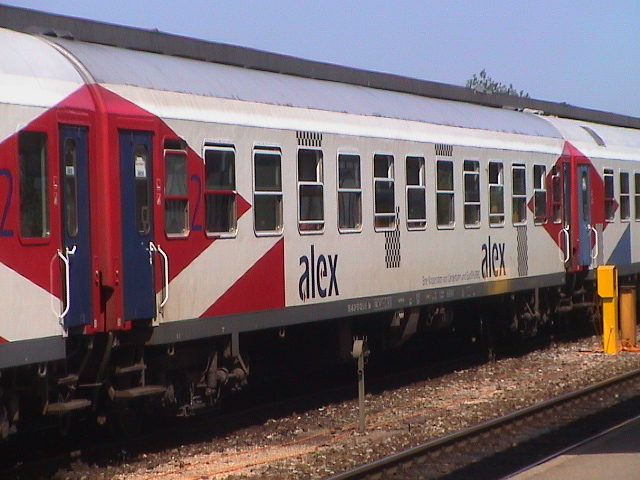
Der Markenname Alex bezeichnete eine Zuggattung, die das Allgäu mit München verband.

Zuggattungen dienten früher in erster Linie den Reisenden als Hinweis, welche Fahrkarte für einen Zug zu lösen war. In der Anfangszeit der Eisenbahn hielten die Züge auf allen Stationen. Einzelne Stationen mit einem geringen Fracht- und Reisendenaufkommen wurden als Bedarfshalt eingestuft. Heutzutage dienen Zuggattungen ebenfalls dazu, die tarifliche Einstufung und die Reisegeschwindigkeit zu erkennen. Ein weiterer Zweck ist, die Qualität der Durchführung der Zugfahrten auf dem Eisenbahnnetz zu sichern. Eisenbahnverkehrsunternehmen, welche für ihr Fahrplan-Angebot höhere Entgelte für die Strecken- oder Stationsnutzung zu zahlen bereit sind, bekommen eine Zuggattung mit höherer Qualität zugewiesen. Diese Züge werden in Konfliktfällen der Fahrplantrassen vorrangig durchgeführt.
Eine Zuggattung kann eine Markenbezeichnung sein, es gibt Begriffe, die als Zuggattung verwendet werden (beispielsweise Intercity, City Night Line, Cisalpino).

## Personenzüge

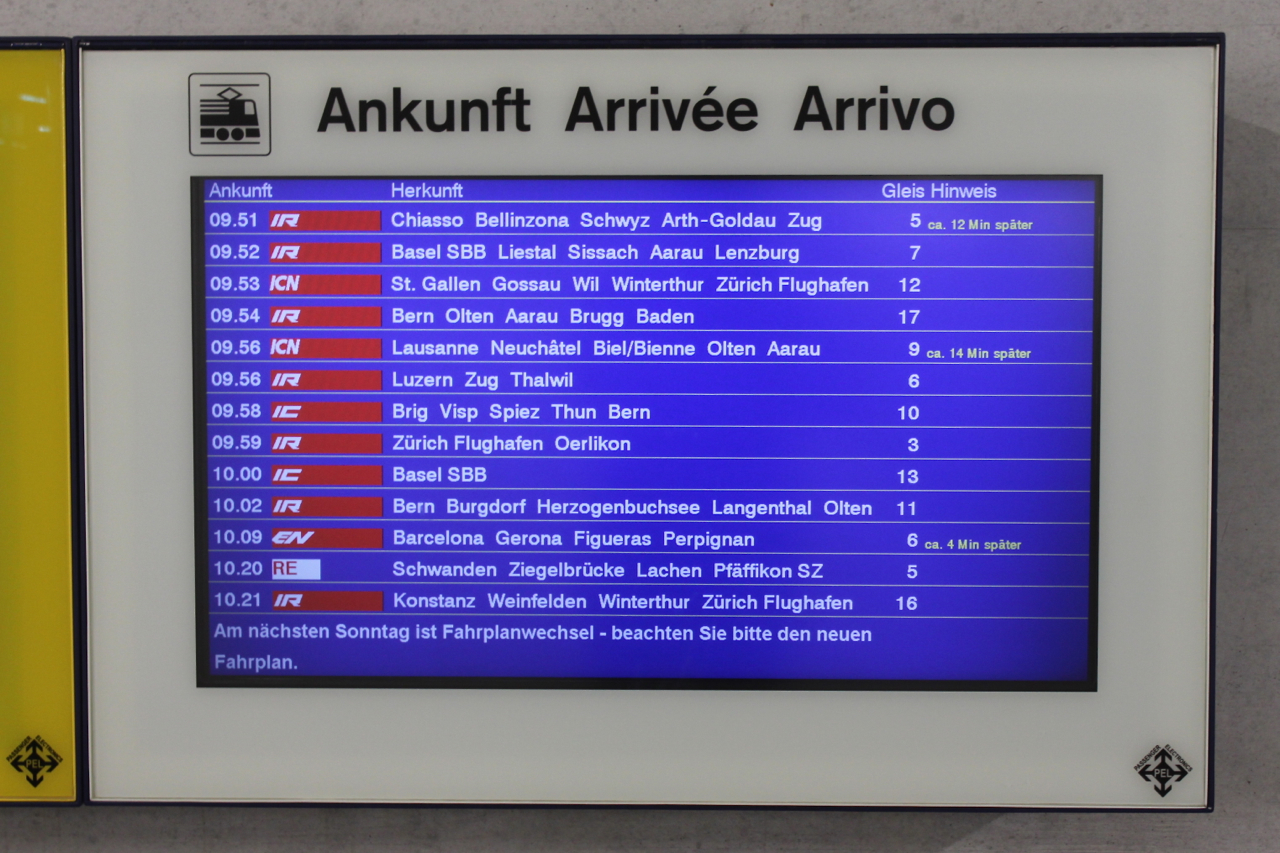
Anzeige-Bildschirm in Zürich HB mit den Zuggattungen (rot) der ankommenden Schnellzüge

Bei den Personenzügen entwickelte sich die Einteilung der Zuggattungen anhand von Geschwindigkeit und Komfort. Hielten die Züge zunächst an allen Stationen, so entstand beim weiteren Anstieg des Verkehrs der Wunsch, größere Strecken schneller zurückzulegen. Die Züge, die einzelne Stationen ausließen, wurden nun als Eilzug oder Schnellzug bezeichnet. So entwickelte sich das Wort Reisezug als Oberbegriff für diese Personen befördernden Züge. Ergänzend zum Schnellzug verkehrte ab 1. Mai 1892 der Durchgangszug, dessen Bezeichnung ein Komfortmerkmal beschreibt, das heißt man konnte innen durch den Zug hindurchgehen. Besondere Abkürzungen erhielten verschiedene Wehrmachtszüge im Zweiten Weltkrieg.
Eine weitere wichtige und bis heute bestehende Unterscheidung ist die zwischen einem Planzug und einem Sonderzug. Der Personen-Planzug verkehrt nach einem veröffentlichten Fahrplan, der Sonderzug nach einem Fahrplan auf Bestellung, welcher nur dem Besteller bekannt gegeben wird. Zu den ersten Sonderzügen gehörten die Hofzüge. Sie wurden auf Bestellung des Adels eingelegt. Eine Kombination aus Geschwindigkeit und Komfort stellten die Fernschnell- und Luxuszüge dar. Nach dem Zweiten Weltkrieg wurden sie in Westeuropa von der Zuggattung der Trans-Europ-Express (TEE) abgelöst. Mit Einstellung der letzten TEE-Züge 1987 endete das fahrplanmäßige Angebot reiner Erste-Klasse-Verbindungen in den meisten europäischen Staaten.
Mit der Bahnreform und der Liberalisierung des europäischen Eisenbahnmarkts verloren die traditionellen Zuggattungen für die Fahrgäste an Bedeutung und wurden teils durch Markennamen der verschiedenen Eisenbahnverkehrsunternehmen, teils durch einheitliche Zugbezeichnungen der Verkehrsverbünde ersetzt. Innerbetriebliche Relevanz haben sie aber weiterhin für Eisenbahninfrastrukturunternehmen.

## Güterzüge

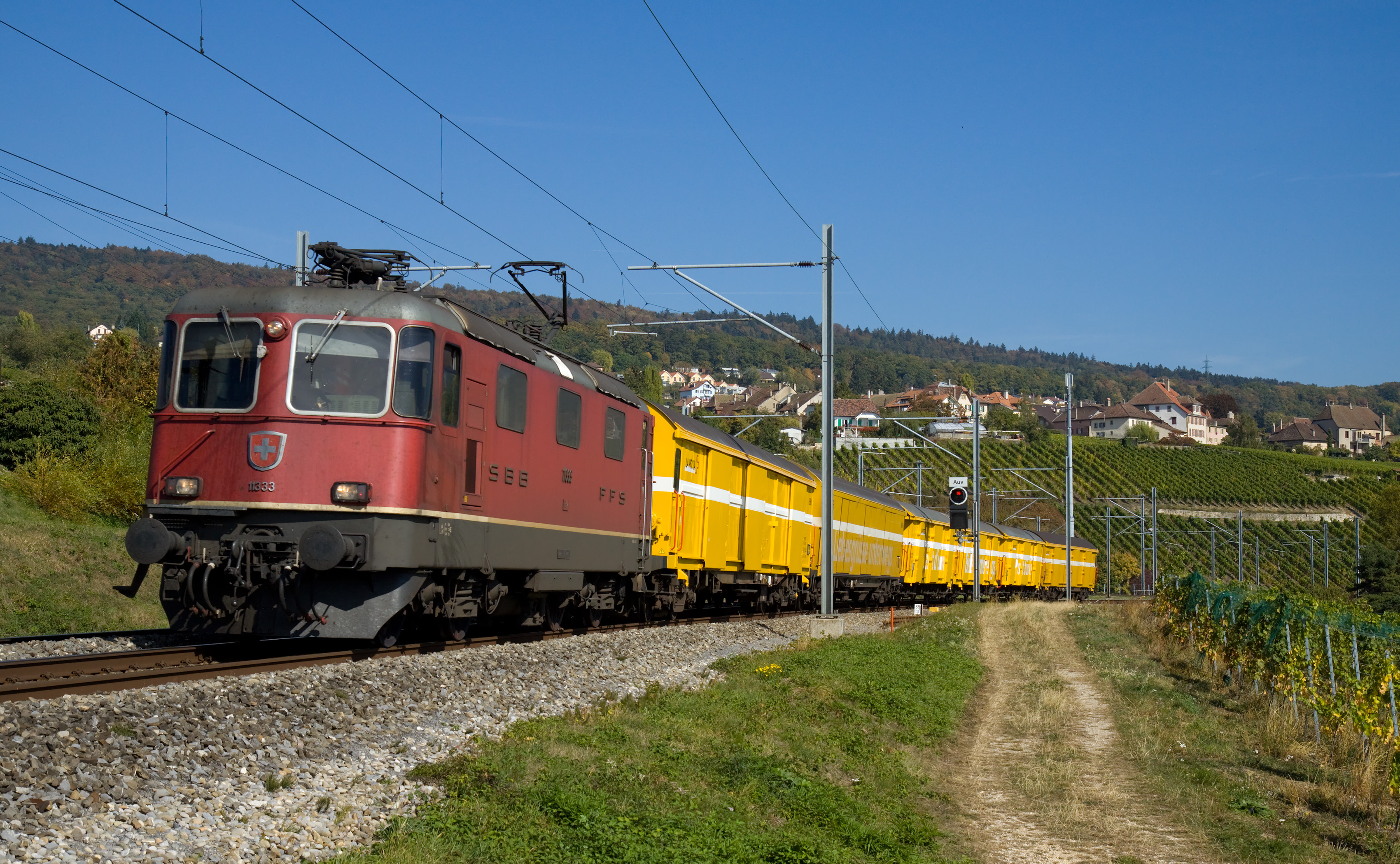
In der Schweiz verkehren nach wie vor Postzüge. Postzug der SBB auf der Jurasüdfusslinie

Güterzüge unterscheiden sich zunächst in gemischte Züge (Güterwagen verschiedener Art von verschiedenen Absendern an verschiedene Empfänger) und Ganzzüge (Güterwagen einer Art, in der Regel auch von einem Absender an einen Empfänger). Eine weitere Unterscheidung wird ggf. nach der Art des Ladegutes getroffen, insbesondere, wenn es eine Sonderbehandlung erfordert (Viehzüge, Züge mit Gütern mit Lademaßüberschreitung, besonders schwere Züge). Ansonsten gilt hier eine Einteilung nach der Art des Verkehrs (Einsammeln und Verteilen, Überwinden großer Entfernungen, internationale Verkehre).
Mit der Zunahme der Gütermengen war eine Beförderung der Stückgüter nur noch in der Verteilung mit Personenzügen möglich. Zudem wurden die Stückgüter nach der Dringlichkeit eingeteilt in Stückgut / Frachtgut (langsam), Eilgut (schnell) und Expressgut (sehr schnell). Für die Beförderung der Güter über weite Strecken wurden eigene Zuggattungen geschaffen. Zu den besonderen Expressgütern gehörte die Post. Über viele Jahrzehnte verkehrten besondere Expressgut- und Postzüge, teils auch mit Wagengruppen beider Arten. Diese Güterzüge verkehrten mit Wagen für hohe Geschwindigkeiten und wurden wie Personenzüge behandelt. Innerhalb der Postzüge waren die ohne Behandlung und die mit Behandlung zu unterscheiden. In den Zügen der Bahnpost fuhr Postpersonal mit, das die Briefe und Päckchen behandelte, also sortierte und in Beutel nach Zielen umpackte.

## Dienstzüge

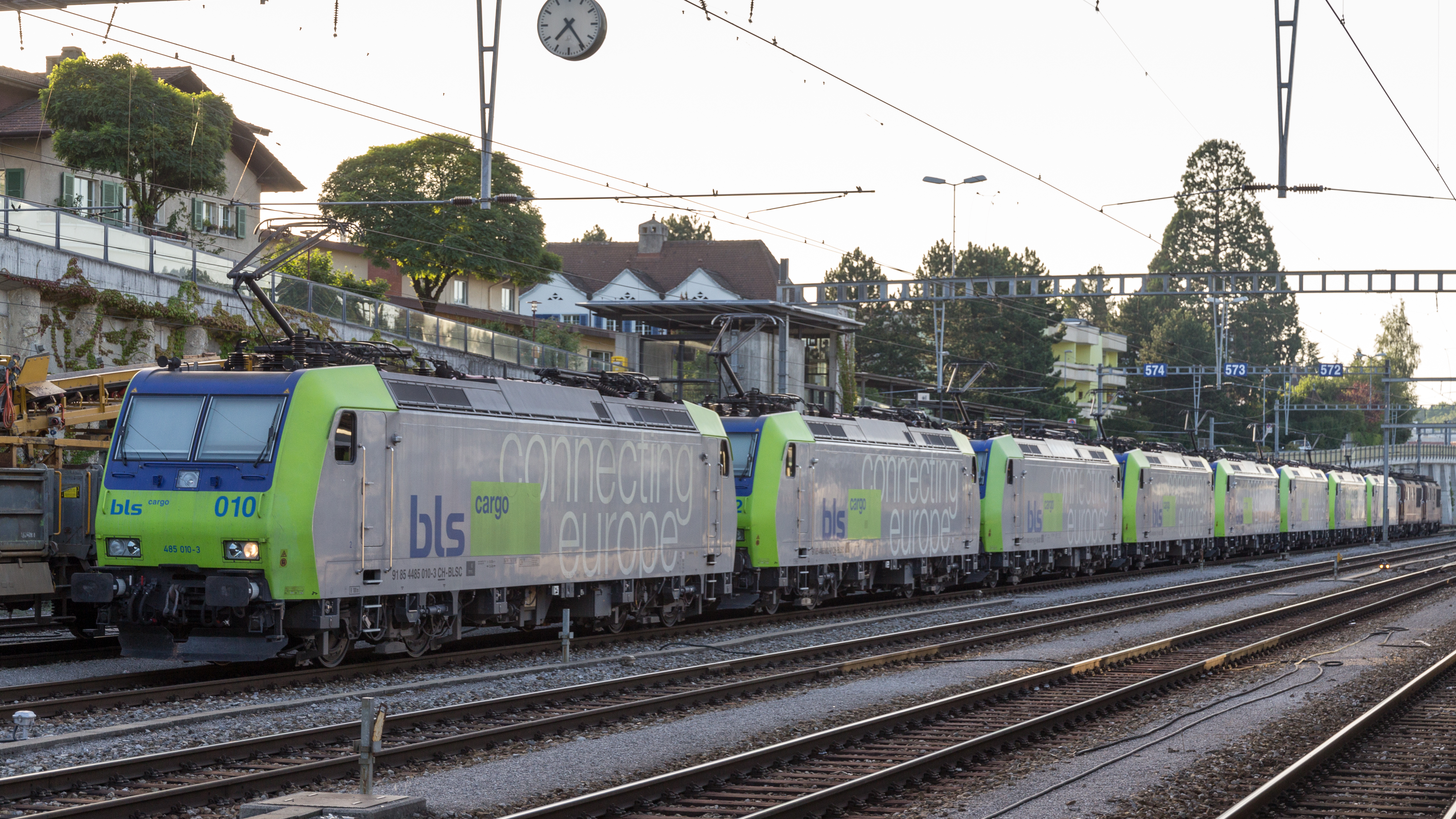
Lokzug der BLS im Bahnhof Spiez im Berner Oberland

In der Schweiz bilden Dienstzüge, die dienstlichen Zwecken dienen, eine eigene Zuggattung. Sie dienen zur Überführung von Lokomotiven (Lokzug), Baumaschinen und leeren Personenwagen (Leermaterialzug) und für den Bau und Unterhalt von Bahnanlagen (Schotterzüge und andere Bauzüge). In Bauzügen kommen nebst normalen Güterwagen auch spezielle Bahndienstfahrzeuge zum Einsatz. Bei Streckeninspektionsfahrten werden Gleis- und Fahrleitungsmesswagen eingesetzt, in Hilfszügen Hilfswagen. Lösch- und Rettungszüge dienen der Brandbekämpfung, der Ölwehr und der Evakuation von Reisenden in Störungsfällen. Mit Versuchszügen werden diverse Messungen durchgeführt, mit Abnahmefahrten erfolgt die Abnahme neuer Fahrzeuge.
In Deutschland waren die Dienstzüge in Dienstgutzüge (Dstg), Arbeitszüge (Az), Hilfszüge (Hilfz) und Dienstpersonenzüge (Dstp) unterteilt. Dienstgutzüge dienten zur Beförderung von Gütern, die für innerbetriebliche Zwecke bestimmt waren wie Schotter oder Dienstkohle, und zur Überführung von Schadwagen (Schad) und Lokomotivzügen (Lzg). Arbeitszüge dienen dem Transport von Baustoffen, Geräten und Arbeitskräften zu Baustellen auf der freien Strecke. Fahrdienstlich werden sie als Sonderzug (Sdz) oder Sperrfahrt (Sperrf) behandelt.